# Jeremy Roenick
Jeremy Shaffer Roenick (* 17. Januar 1970 in Boston, Massachusetts) ist ein ehemaliger US-amerikanischer Eishockeyspieler, der im Verlauf seiner aktiven Karriere zwischen 1988 und 2009 unter anderem 1517 Spiele für die Chicago Blackhawks, Phoenix Coyotes, Philadelphia Flyers, Los Angeles Kings und San Jose Sharks in der National Hockey League auf der Position des Centers bestritten hat. Roenick gilt als einer der besten US-amerikanischen Spieler aller Zeiten und gehört seit 2024 der Hockey Hall of Fame an.

## Karriere
Roenick begann seine Karriere an der Thayer Academy, einer High School im US-Bundesstaat Massachusetts. Nachdem er in zwei Spielzeiten, zwischen 1986 und 1988, in insgesamt 48 Spielen 149 Punkte erzielt hatte und in seinem zweiten Jahr das Team zur Meisterschaft in ihrer Liga geführt hatte, wurden USA Hockey, der US-amerikanische Eishockeyverband, und die Franchises der National Hockey League auf ihn aufmerksam. Die erfolgreiche Teilnahme an der Junioren-Weltmeisterschaft führte dazu, dass die Chicago Blackhawks ihn beim NHL Entry Draft 1988 in der ersten Runde an achter Position auswählten. Um sein Talent besser zu entwickeln, setzten die Blackhawks den damals 18-jährigen zunächst in der kanadischen Ligue de hockey junior majeur du Québec bei den Olympiques de Hull ein. Auch hier dominierte er nach Belieben und erzielte in nur 28 Spielen 34 Tore und bereitete 36 vor. Hiervon beeindruckt holten die Blackhawks Roenick schon zum Ende der Saison 1988/89 für 20 Spiele in die NHL, wo er neun Tore und acht Vorlagen verbuchte.

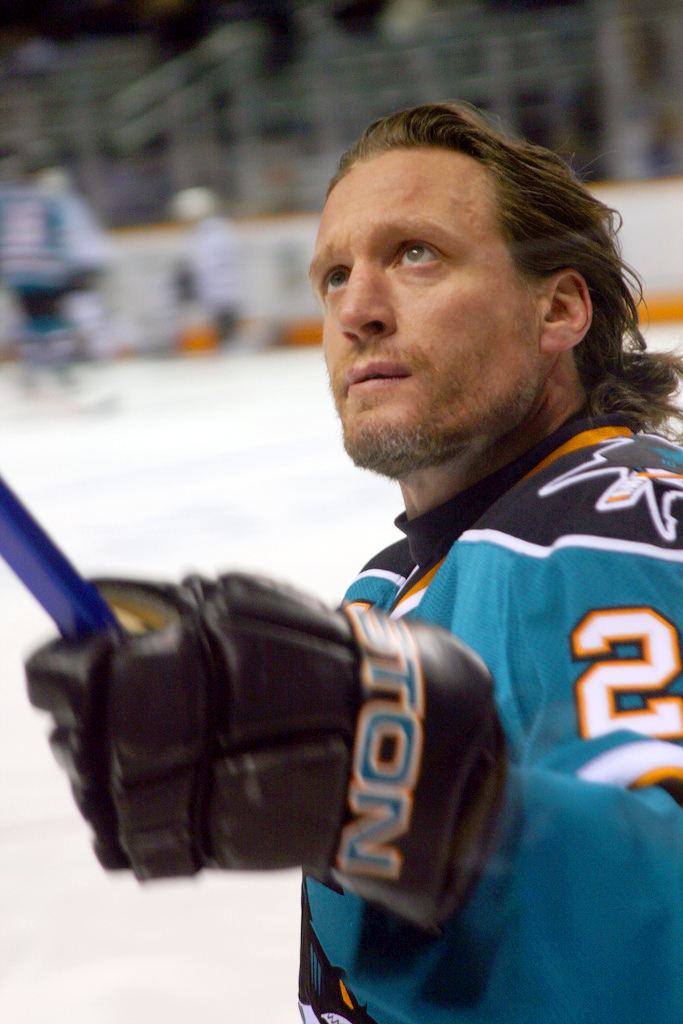
Jeremy Roenick im Jahr 2008

Ab der Saison 1989/90 gehörte der US-Amerikaner bereits zum Stammkader der Chicago Blackhawks. In seiner Rookiesaison erfüllte er mit 66 Punkten noch nicht ganz die Erwartungen, war aber mit seinem Landsmann Mike Modano und dem 30-jährigen Sergei Makarow einer der Kandidaten auf die Calder Memorial Trophy für den besten Rookie. Nach 94 Punkten in seinem zweiten Jahr folgten drei Spielzeiten mit über 100 Punkten und er hatte sich zur offensiven Führungskraft Chicagos entwickelt. Während des Lockouts, der den Start ins Spieljahr 1994/95 um einige Monate verzögerte, bestritt er drei Spiele für die Kölner Haie in der Deutsche Eishockey Liga, wo er drei Tore und einen Assist erzielte. In der Folge warfen ihn diverse Knieverletzungen und eine Gehirnerschütterung immer wieder zurück. Nach der Saison 1995/96 gaben die Blackhawks Roenick an die Phoenix Coyotes ab und bekamen im Gegenzug Alexei Schamnow, Craig Mills und einen Erstrunden-Draftpick im NHL Entry Draft 1997. In Phoenix setzte er seine körperbetonte Spielweise bis zum Ende der Saison 2000/01 fort und war auch dort von Anfang an einer der Führungsspieler. In seinen letzten beiden Spielzeiten in Phoenix erzielte er die meisten Tore und die meisten Vorlagen für sein Team. Da die neuen Besitzer der Coyotes Gehaltskosten sparen wollten, gaben sie Roenick und auch weitere Spieler im Sommer 2001 zu anderen Teams ab. Er unterschrieb als Free Agent einen Vertrag bei den ambitionierten Philadelphia Flyers. In seiner ersten Saison für die Flyers erzielte er seinen 1.000 Punkt in der NHL. Dies gelang ihm als 63. Spieler insgesamt und viertem US-Amerikaner. Nach drei Jahren bei den Flyers, in denen es dem Team nicht gelungen war den Stanley Cup zu gewinnen, folgte ein erneuter Lockout, der zur kompletten Absage der NHL-Saison 2004/05 führte. In dieser Zeit bestritt Roenick keine Spiele und wurde im Sommer 2005 von den Flyers zu den Los Angeles Kings transferiert, da die Mannschaften durch das neue Collective Bargaining Agreement dazu gezwungen waren, die Gehälter drastisch zu kürzen und somit nur noch wenige Spieler mit hohen Gehältern unterhalten konnten. In Los Angeles verbrachte Roenick das schwächste Jahr seiner gesamten NHL-Karriere als ihm in 58 Spielen lediglich 22 Punkte gelangen. Im Sommer 2006, am 4. Juli, kehrte er deshalb als Free Agent zu den Phoenix Coyotes zurück, die ihm einen mit 1,2 Millionen US-Dollar dotierten Einjahresvertrag angeboten hatten, doch auch dort konnte der Center nicht an die Offensiv-Leistungen früherer Jahre anknüpfen.
Nachdem Roenick nach dem Ende der regulären Saison 2006/07 als Playoff-Analyst für den kanadischen Sportsender TSN gearbeitet hatte und in der Folge im Sommer Rücktrittsgerüchte aufgekommen waren, setzte er schließlich seine Karriere fort und wechselte zu den San Jose Sharks, wo er einen Einjahresvertrag unterschrieb. Mit seinem fünften Saisontor am 10. November 2007 erreichte er als 40. der NHL-Geschichte und dritter in den Vereinigten Staaten geborener Spieler die Marke von 500 Toren. Insgesamt absolvierte er seine beste Spielzeit seit dem Lockout und war eine der Überraschungen der Spielzeit. Nach dem Ausscheiden der Sharks in der zweiten Playoff-Runde verlängerte Roenick den auslaufenden Vertrag zu verbesserten Konditionen um ein weiteres Jahr. Seine letzte NHL-Spielzeit stand allerdings unter keinem guten Stern. Bereits Anfang Dezember verletzte sich der Stürmer an der Schulter, woraufhin er operiert werden musste und erst Ende Februar in den Kader zurückkehrte. Wenig später traten erneute Probleme auf, die zu einer weiteren Ausfallzeit führten. Insgesamt bestritt Roenick lediglich 42 Spiele in der regulären Saison. Nach dem Ausscheiden der Sharks in der ersten Playoff-Runde ließ er seine sportliche Zukunft lange Zeit offen, ehe er Anfang August 2009 seinen Rücktritt bekannt gab.
2010 wurde Roenick in die United States Hockey Hall of Fame gewählt, ebenso wie 2024 in die Hockey Hall of Fame.

### International
Auf internationaler Bühne trat Roenick erstmals bei der Junioren-Weltmeisterschaft 1988 für die U20-Eishockeynationalmannschaft der Vereinigten Staaten an, ebenso 1989. Zwar konnte die Mannschaft nicht in die Medaillenränge vorstoßen, doch Roenick gelang es 1989 ins All-Star Team der WM gewählt zu werden. Danach dauerte es bis 1991, ehe er mit der A-Nationalmannschaft der Vereinigten Staaten an der Herrenweltmeisterschaft teilnahm, die das Team auf dem undankbaren vierten Platz abschloss. Im selben Jahr gelang jedoch der Gewinn der Silbermedaille beim Canada Cup, wo Roenick sich erneut im All-Star Team wiederfand. In den Jahren 1998 und 2002 nahm er an den Olympischen Winterspielen teil. Nach einem enttäuschenden sechsten Platz 1998 in Nagano, errangen die US-Amerikaner 2002 im heimischen Salt Lake City die Silbermedaille. Seine letzte Nominierung für ein internationales Turnier erhielt Roenick zum World Cup of Hockey 2004, bei dem er jedoch nicht eingesetzt wurde. Für das olympische Eishockeyturnier 2006 in Turin erhielt er keine Nominierung.

## Erfolge und Auszeichnungen
| - 1989 LHJMQ Second All-Star Team - 1991 Teilnahme am NHL All-Star Game - 1992 Teilnahme am NHL All-Star Game - 1993 Teilnahme am NHL All-Star Game - 1994 Teilnahme am NHL All-Star Game - 1999 Teilnahme am NHL All-Star Game | - 2000 Teilnahme am NHL All-Star Game - 2002 Teilnahme am NHL All-Star Game - 2003 Teilnahme am NHL All-Star Game - 2004 Teilnahme am NHL All-Star Game - 2010 Aufnahme in die United States Hockey Hall of Fame - 2024 Aufnahme in die Hockey Hall of Fame |

### International
| - 1989 Topscorer der Junioren-Weltmeisterschaft - 1989 Bester Torschütze der Junioren-Weltmeisterschaft (gemeinsam mit Pawel Bure) - 1989 All-Star-Team der Junioren-Weltmeisterschaft | - 1991 Silbermedaille beim Canada Cup - 1991 All-Star-Team des Canada Cup - 2002 Silbermedaille bei den Olympischen Winterspielen |

## Karrierestatistik

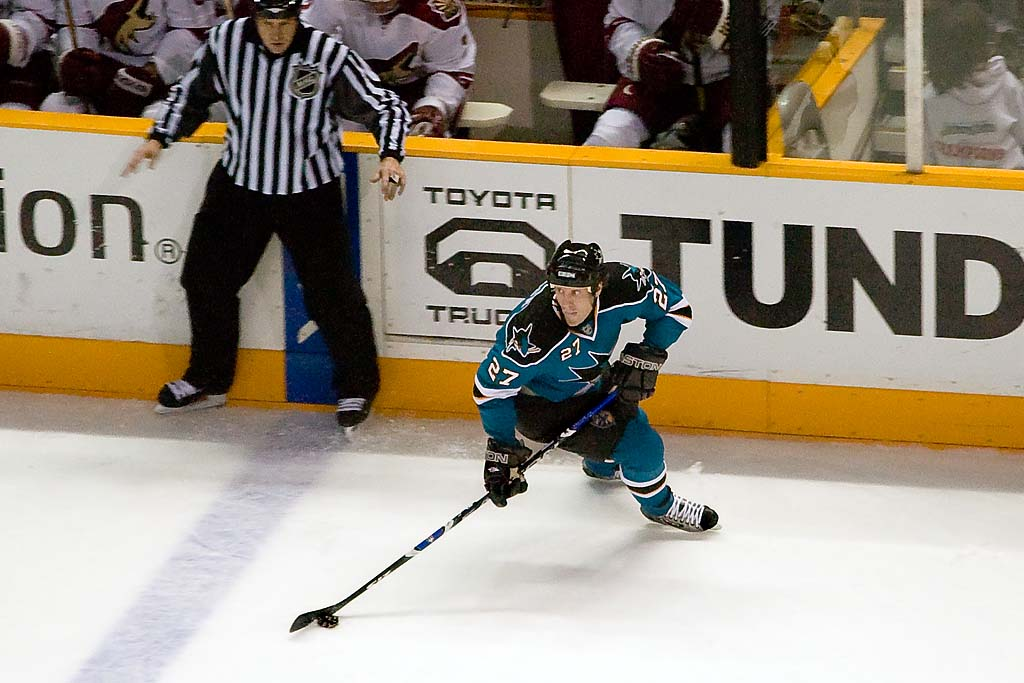
Roenick im Trikot der San Jose Sharks (2007)

### International
Vertrat die USA bei:
| - Junioren-Weltmeisterschaft 1988 - Junioren-Weltmeisterschaft 1989 - Weltmeisterschaft 1991 - Canada Cup 1991 | - Olympischen Winterspielen 1998 - Olympischen Winterspielen 2002 - World Cup of Hockey 2004 |

(Legende zur Spielerstatistik: Sp oder GP = absolvierte Spiele; T oder G = erzielte Tore; V oder A = erzielte Assists; Pkt oder Pts = erzielte Scorerpunkte; SM oder PIM = erhaltene Strafminuten; +/− = Plus/Minus-Bilanz; PP = erzielte Überzahltore; SH = erzielte Unterzahltore; GW = erzielte Siegtore; 1 Play-downs/Relegation; Kursiv: Statistik nicht vollständig)